# Alicia Dickenstein
Alicia Dickenstein (Buenos Aires, 17 de janeiro de 1955) é uma matemática argentina conhecida por seu trabalho em geometria algébrica. Atualmente, ela é professora na Universidade de Buenos Aires e serve como vice-presidente da União Matemática Internacional (termo 2015–2018). Seu livro Mate max: la matemática en todas partes apresenta problemas matemáticos destinados a crianças.